# Rottumerplaat
Rottumerplaat és una illa frisona occidental deshabitada pertanyent administrativament al municipi d'Eemsmond, a la província de Groningen.

## Situació
L'illa està situada entre Skiermûntseach (a l'oest) i Rottumeroog (a l'est). Al nord hi té el mar del Nord mentre que al sud hi ha el mar de Wadden. A Rottumerplaat hi ha el punt més al nord de tots els Països Baixos.

## Història
Rottumerplaat existeix des de 1833, inicialment com un illot de sorra. Cap al 1860 aquest començà a rebre el nom d'illot de Rottumerplaat. El 1950 el Rijkswaterstaat hi construí un dic amb la idea d'emprar Rotturmerplaat com un lloc d'inici d'unes obres de polderització que hom havia planificat al mar de Wadden. Com Rottumeroog, Rottumerplaat es desplaça cap a l'est, fruit de l'erosió que pateix al costat oest i l'acreció a l'est. De 1965 a 1985 la seva superfície augmentà fins a les 900 hectàrees, però d'aleshores aquest creixement s'estroncà.
Rottumerplaat està deshabitada, i l'accés hi és prohibit. L'administren el Rijkswaterstaat, el Servei Forestal i el Ministeri d'agricultura, natura i aliments. Fins al 1991 hom provà de mantenir-ne la costa. Aquell any s'establí un pla de gestió de Rottumeroog i Rottumerplaat on es decidí d'accedir-hi només dos cops l'any per netejar-la d'escombraries arrossegades pel mar. Malgrat patir molta erosió, la superfície de l'illa sembla força estable (si bé no fixa a un punt).

## Fauna
Rottumerplaat és, com Rottumeroog, una àrea de nidificació de molts ocells.

## Godfried Bomans i Jan Wolkers
Els escriptors Jan Wolkers i Godfried Bomans hi feren bivac una setmana cada un durant l'estiu de 1971, cosa que escampà la fama de l'illa. L'únic contacte amb el món exterior era radiofònic. Wolkers publicà el 1971 Groeten van Rottumerplaat (Records des de Rottumerplaat) explicant-ne l'experiència, mentre que Bomans Op Reis rond de Wereld en op Rottumerplaat (Viatge al voltant del món i a Rottumerplaat) el 1972.
Actualment a l'illa hi ha un lloc d'observació dels ocells que compta amb dos treballadors permanents durant la temporada de cria.